# HSK Kormoran
HSK-8 „Kormoran” – niemiecki krążownik pomocniczy z okresu II wojny światowej (oznaczenia niemieckie: Handelsstörkreuzer 8 (HSK-8), „Schiff 41”; oznaczenie kodowe alianckie Raider G). Prowadził działania rajderskie przeciw alianckiej żegludze, występując jako statek handlowy neutralnej lub sojuszniczej bandery. Najbardziej znany był z zatopienia australijskiego lekkiego krążownika HMAS „Sydney” w listopadzie 1941, podczas bitwy, w czasie której także „Kormoran” został zniszczony.
„Kormoran” został zbudowany w stoczni Germaniawerft w Kilonii i zwodowany 15 września 1938 roku jako statek handlowy – motorowiec „Steiermark” dla linii żeglugowej Hamburg-America Line. Przemianowany na „Kormoran” wszedł do służby w Kriegsmarine jako krążownik pomocniczy 9 października 1940 dowodzony przez Fregattenkapitäna (kmdr. por.) Theodora Detmersa.
Tonaż brutto „Kormorana” wynosił 8736 ton rejestrowych, wyporność 19 900 ton, prędkość maksymalna 18-19 węzłów. Okręt był pierwszym przykładem relatywnego sprawdzenia się taktyki zamaskowanego statku handlowego, używanego przez Kriegsmarine do zwalczania linii żeglugowych aliantów w czasie II wojny światowej. „Kormoran”, będący największym z niemieckich rajderów, operował na południowym Atlantyku, Oceanie Indyjskim i południowym Pacyfiku. Podobnie jak inne niemieckie krążowniki pomocnicze miał silne uzbrojenie główne: sześć zamaskowanych dział kalibru 150 mm, wyrzutnie torped i wodnosamoloty, ale słaba odporność, wynikająca z konstrukcji statku handlowego, brak opancerzenia, systemów kierowania ogniem i niska prędkość, nie dorównywały ówczesnym okrętom wojennym. Sukcesy rajderów opierały się na zaskoczeniu i kamuflażu. W ciągu 352 dni rejsu, od 3 grudnia 1940, „Kormoran” zatopił jedenaście statków handlowych o łącznej nośności 68 724 ton.

## Ostateczne spotkanie z HMAS „Sydney”
19 listopada 1941 australijski krążownik lekki HMAS „Sydney” napotkał „Kormorana” na Oceanie Indyjskim, na zachód od wybrzeży Australii, prawdopodobnie pomiędzy miejscowościami Carnarvon i Geraldton. W tym czasie niemiecka jednostka podawała się za holenderski drobnicowiec „Straat Malakka”.

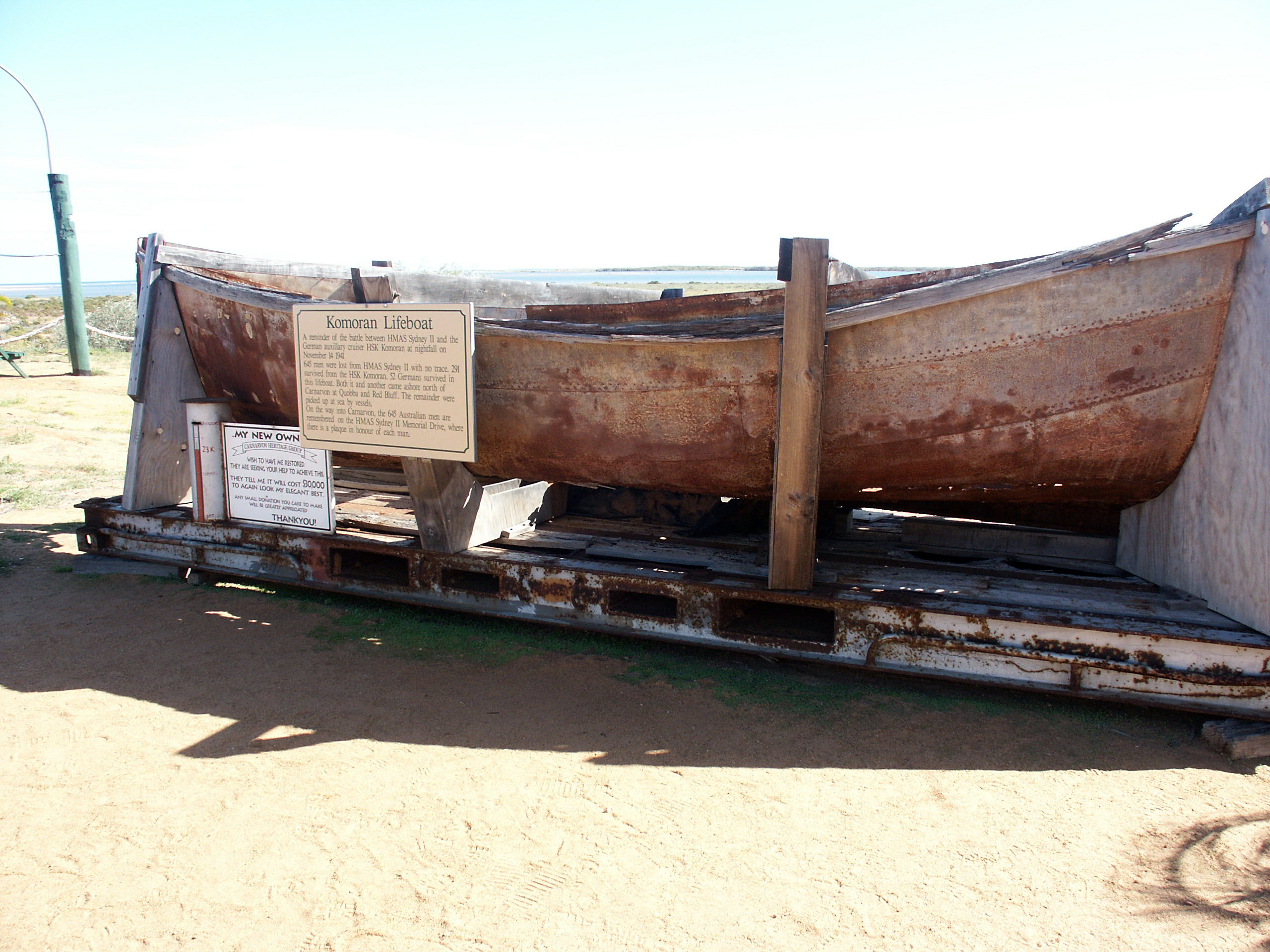
Łódź ratunkowa z Kormorana, która dotarła do brzegu z 52 marynarzami, dziś eksponowana w Carnarvon

Według zeznań załogi „Kormorana”, australijski okręt nie był przygotowany do boju, a jego działa nie były wycelowane w „Kormorana”, chociaż obrócone w jego kierunku. „Sydney” podszedł blisko do zamaskowanego statku, chcąc go skontrolować i wówczas otrzymał ok. 50 trafień z dział 150 mm, zanim zdołał odpowiedzieć. Dowództwo okrętu zginęło prawdopodobnie przy pierwszych salwach. Artylerii głównej krążownika udało się jednak trafić kilkoma pociskami i zniszczyć maszynownię korsarza, wywołując pożar na śródokręciu. Oba ciężko uszkodzone okręty zaczęły się od siebie oddalać. „Sydney” był widziany przez załogę „Kormorana” po raz ostatni, gdy odnotowano silne wybuchy na linii horyzontu. „Sydney” zaginął bez wieści z całą załogą.
Tymczasem „Kormoran” również skazany był na zagładę. Pozbawiony napędu, z ogniem gwałtownie zbliżającym się do magazynu min, był nie do uratowania. Detmers musiał nakazać opuszczenie okrętu. Założono ładunki wybuchowe i pozostali przy życiu marynarze zeszli do łodzi ratunkowych (później, na wzburzonym morzu, jedna z nich – wypełniona głównie ok. 40 rannymi – przewróciła się i zatonęła). Krótko po północy ładunki wybuchowe eksplodowały, a w 25 minut później wyleciały w powietrze miny. Całe śródokręcie i rufa zamieniła się w morze ognia (płomienie strzelały na 300 metrów w niebo), a „Kormoran” poszedł na dno rufą naprzód.
Detmers i około 320 członków załogi zostało uratowanych przez australijskie statki „Yandra”, „Koolinda” i „Centaur”. Do końca wojny pozostali oni w australijskich obozach jenieckich i uzyskali zwolnienie w roku 1947.
Zatopienie dużego i nowoczesnego krążownika przez uzbrojony statek handlowy było wydarzeniem bez precedensu w historii wojen na morzu. Fakt, że jedynymi świadkami bitwy i zagłady „Sydney” byli członkowie załogi „Kormorana”, doprowadził po wojnie do zrodzenia się wielu kontrowersji (m.in. na temat, czy „Kormoran” rozpoczynając ostrzał, występował jako wojenna jednostka niemiecka), spekulacji i teorii konspiracyjnych, jak np. rzekomy udział w walce japońskiego okrętu podwodnego.
16 marca 2008 roku, w ramach wyprawy poszukiwawczej mającej na celu odnalezienie wraku HMAS Sydney, wrak „Kormorana” został zlokalizowany (26° 05' 49.4" S 111° 04' 27.5" E), ok. 150 km na zachód od Zatoki Rekina.

## Statki atakowane przez „Kormorana”
| Data             | Nazwa            | Wyporność (BRT) |
| ---------------- | ---------------- | --------------- |
| 13 stycznia 1941 | „Antonis”        | 3729            |
| 18 stycznia 1941 | „British Union”  | 6987            |
| 29 stycznia 1941 | „Afric Star”     | 11 900          |
| 29 stycznia 1941 | „Eurylochus”     | 5273            |
| 22 marca 1941    | „Agnita”         | 3552            |
| 25 marca 1941    | „Canadolite”     | 11 309          |
| 9 kwietnia 1941  | „Craftsman”      | 8022            |
| 12 kwietnia 1941 | „Nicolaos D. L.” | 5486            |

| Data             | Nazwa                      | Wyporność (BRT) |
| ---------------- | -------------------------- | --------------- |
| 26 czerwca 1941  | „Velebit”                  | 4153            |
| 26 czerwca 1941  | „Mareeba”                  | 3472            |
| 26 września 1941 | „Stamatios” „G. Embirikos” | 3941            |

## Dane okrętu
- Stocznia: Germaniawerft
- Wodowanie 15 września 1938
- Przyjęcie do służby w Kriegsmarine 9 października 1940
- Noszone nazwy:
  - Steiermark (1938-1940)
  - Kormoran (1940-1941)
- Przeznaczenie
  - Statek handlowy (1938-1940)
  - Krążownik pomocniczy (1940-1941)

## Dane techniczne
- Wyporność: 	8 736 ton
- Długość: 	164 m
- Szerokość: 	20,2 m
- Zanurzenie: 	8,5 m
- Napęd: 	2 śruby, siłownia dieslowsko-elektryczna 14 400 PS, silniki elektryczne  12 740 PS (16 000 koni mechanicznych)
- Prędkość maksymalna:  19 węzłów
- Załoga: 	397 oficerów i marynarzy
- Uzbrojenie: 	6 dział 150 mm, 4 działka przeciwpancerne 37 mm, 5  działek przeciwlotniczych 20 mm, 2 podwójne wyrzutnie torpedowe 533 mm poniżej linii wodnej i dwie pojedyncze wyrzutnie powyżej linii wodnej; 360 min morskich
- Wyposażenie dodatkowe: 2 wodnosamoloty Arado Ar 196A1.